# Stercoraniste
Un Stercoriste ou stercoraniste est un membre d’une secte chrétienne soutenant que l’hostie avalée lors de l’eucharistie est soumise au métabolisme humain et donc, au même titre que les aliments proprement dits, digérée et excrétée (d’où le nom, dérivé du latin stercus, excréments). 
L’existence de ce courant en Europe à la fin du Moyen Âge, qui aurait été condamné par l’Église catholique romaine, n’est pas formellement attestée.